# セルヴァンス (エトルリア神話)
セルヴァンス（Selvans）はエトルリア神話における森林の神。ローマ神話のシルウァーヌスに相当する。エトルリアで実施されていた腸卜に用いる銅製器具、ピアチェンツァの肝臓（Liver of Piacenza）にも描かれており、外側の十室、内側の三十一室に位置する。